# Subunidad proteica

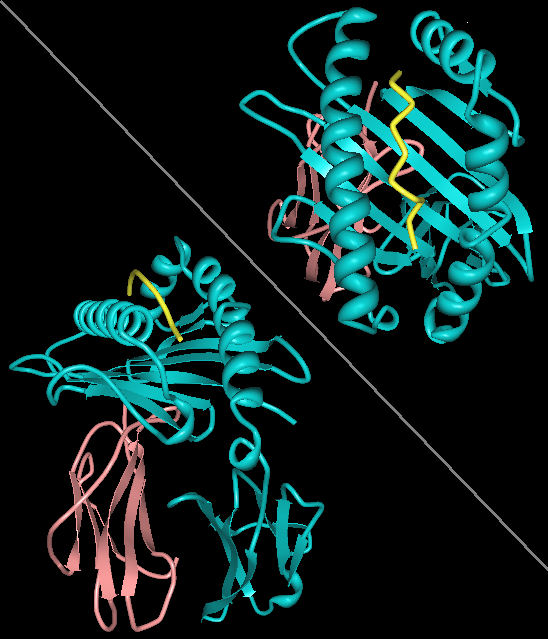
Interpretación de HLA-A11 mostrando las subunidades: α (producto de gen A*1101) y β (Beta-2 microglobin). Este receptor tiene un péptido unido (en su bolsillo de unión) de origen heterólogo que contribuye a su función.

En la biología estructural, la subunidad de una proteína es una única molécula proteica que se une permanentemente o de manera temporal, con otras moléculas proteicas para formar un complejo proteico: una proteína multimérica u oligomérica. Muchas de las proteínas que se dan en la naturaleza y enzimas son multiméricas. Algunos ejemplos incluyen: oligoméricas: hemoglobinas, ADN polimerasa, nucleosomas y multiméricas: canales iónicoss, microtúbuloss y algunas proteínas del citoesqueleto. Las subunidades de una proteína multimérica pueden parecer idénticas, homólogos o totalmente diferentes y están dedicadas a tareas completamente diversas. En algunos plegamientos o uniones de estas proteínas, una subunidad se puede referir como la "subunidad reguladora" y la otra como la "subunidad catalítica". Una enzima que esté compuesta tanto de la unidad reguladora como la unidad catalítica cuando se une o se pliega se le refiere de manera recurrente como a una holoenzima. 
Una subunidad está compuesta de una cadena de polipéptidos.Una cadena de polipéptidos tiene un gen que codifica para este– esto quiere decir que una proteína debe tener un gen específico´ para cada subunidad. 
Una subunidad es normalmente referida por una letra Griega o Romana, y los números de este tipo de subunidad en una proteína es indicado por un subscrito. Por ejemplo, ATP sintasa tiene un tipo de subunidad llamada &alfa. Tres de estas subunidades están presentes en la molécula de ATP sintasa, y por ende es designada como &alfa;3. Grupos más largos de subunidad también pueden ser especificados como, &alfa ;3β3-hexamero y anillo-c.

## Vacunas
Una vacuna sub-unitaria presenta un antígeno al sistema inmunitario sin introducir partículas virales, completas o una parte de ellas. Un método de producción consiste en el aislamiento de una proteína específica de un virus y administrarla por sí misma. Una debilidad de esta técnica es que las proteínas aisladas puedes ser denaturadas y por ende se unirán a anticuerpos distintos en vez que las proteínas en el virus. Un segundo método de las vacunas sub-unitarias son las vacunas recombinantes, en el cual se coloca un gen de una proteína del virus objetivo, dentro de otro virus, el segundo virus expresará la proteína, pero no presentará un riesgo para el paciente. Este es el tipo de vacuna que actualmente se utiliza en la hepatitis, y popular experimentalmente, debido a que es usada para tratar de desarrollar nuevas vacunas para poder vacunar virus difíciles como el del Ébola y el VIH.
La Vi capsular vacuna polisacarida (Vi capsular polysaccharide vaccine en inglés (ViCPS)) es otra vacuna de subunidad, en este caso en contra la fiebre tifoidea.